# F1 22
F1 22 est un jeu vidéo de course développé par Codemasters et édité par EA Sports. Il s'agit de la quinzième entrée de la série F1 par Codemasters. Le jeu détient la licence officielle des championnats de Formule 1 et de Formule 2 2022. Le jeu est sorti sur Microsoft Windows, PlayStation 4, PlayStation 5, Xbox One et Xbox Series X/S le 1er juillet 2022. Il fait également ses débuts sur la plate-forme Origin d'EA en tant que plate-forme principale, qui est également jouable dans l'application EA Desktop, ainsi que sur Epic Games Store. Pour les opus précédents, Steam était la seule plate-forme disponible pour les joueurs PC.

## Système de jeu
En raison de nouvelles réglementations techniques pour le Championnat du monde de Formule 1 2022, F1 22 propose de nouveaux modèles de voitures avec une physique mise à jour. Le jeu propose également une liste de pistes mise à jour, y compris les mises en page révisées du Circuit de Barcelona-Catalunya pour le Grand Prix d'Espagne, le Circuit de Yas Marina pour le Grand Prix d'Abu Dhabi et le Circuit d'Albert Park pour le Grand Prix d'Australie, ainsi que l'ajout du nouveau Miami International Autodrome pour le nouveau Grand Prix de Miami.
Les sprints en Formule 1, un nouvel ajout au sport, sont par ailleurs inclus dans le jeu. F1 22 propose une IA adaptative, qui ajusterait le rythme des voitures IA en fonction des performances des joueurs pour s'assurer que les joueurs sont compétitifs d'une course à l'autre. Le jeu introduit par ailleurs un mode hub personnalisable appelé F1 Life pour permettre aux joueurs de collectionner des supercars, des vêtements et des accessoires. Le jeu est de plus confirmé pour prendre en charge la réalité virtuelle sur PC via Oculus Rift, ou HTC Vive, des casques de réalité virtuelle. F1 22 propose aussi des options de diffusion immersives, conçues comme les émissions télévisées de Formule 1, ainsi que des arrêts au stand interactifs.

## Développement et sortie
F1 22 a été révélé le 21 avril 2022, Codemasters et EA Sports revenant travailler sur le jeu. Il s'agit d'un jeu vidéo officiel des championnats de Formule 1 et de Formule 2 pour la saison de 2022, aux côtés du jeu F1 Manager 2022 de Frontier Developments. Le jeu a été lancé le 1er juillet 2022 pour les plateformes Microsoft Windows, PlayStation 4, PlayStation 5, Xbox One et Xbox Series X/S via Steam, Epic Games Store et Origin, le week-end du Grand Prix de Grande-Bretagne 2022. L'édition Champions du jeu est sortie trois jours plus tôt, le 28 juin 2022.

## Accueil

### Critiques
F1 22 a reçu des critiques "généralement favorables", selon l'agrégateur de critiques Metacritic,,.   
Eurogamer a fait l'éloge de la mise en œuvre par Codemasters d'éléments de simulation tels que la météo dynamique et a écrit en faveur de leur exclusion du marsouinage, mais a qualifié le jeu de "trop familier" et de "trop gonflé", en écrivant, "... il y a un sentiment que la réglementation de 2022 a introduit de nombreux problèmes qu'ils ont résolus, et que l'impact positif du nouvel ensemble de règles ne se fera pas vraiment sentir avant quelques années."
GameSpot a également fait l'éloge du niveau accru d'agence des joueurs, du nombre de paramètres d'assistance et de la recréation authentique de la nouvelle ère de la Formule 1, mais a critiqué le manque d'itération, le mode F1 Life creux et l'inclusion de microtransactions.  
IGN a aimé l'inclusion du format de course sprint de Formule 1, la prise en charge de la réalité virtuelle et le rajeunissement des éléments stagnants du jeu, mais a détesté le remplacement du mode Braking Point au mode "insipide" F1 Life . En ce qui concerne sa monétisation, le site a écrit : "C'est probablement un triste signe des temps que, alors que les précédents jeux de Formule 1 présentaient des voitures emblématiques de l'histoire du sport, la F1 22 propose un vaste ensemble de... tapis, salons et lampes de créateurs."
PC Gamer a fait l'éloge de l'inclusion des mises à jour du classement dans le monde réel, des courses de sprint, du système d'arbre de compétences, des modèles de dégâts et de la richesse du choix des joueurs, mais a critiqué les graphismes vieillissants, l'IA incohérente, les commandes de la console et l'ajout terne de supercars, tout en notant que "la publication annuelle n'a jamais semblé plus inutile que depuis F1 2014 ". 

### Récompenses
| Année | Prix                 | Catégorie                    | Résultat   |
| ----- | -------------------- | ---------------------------- | ---------- |
| 2022  | The Game Awards 2022 | Meilleur jeu de sport/course | Nomination |